# تختون بالا
تختون بالا روستایی در دهستان اسکل‌آباد بخش مرکزی شهرستان تفتان استان سیستان و بلوچستان ایران است.

## جمعیت
بر پایه سرشماری عمومی نفوس و مسکن در سال ۱۳۹۵ جمعیت این روستا ۱۰۱ نفر (۲۵خانوار) بوده‌است.